# Wyskrywa
Wyskrywa (ukr. Вискрива) – wieś na Ukrainie, w obwodzie ługańskim, w rejonie siewierodonieckim. W 2001 liczyła 12 mieszkańców.